# Lijst van rijksmonumenten in Ulvenhout (Breda)
Het gedeelte van de plaats Ulvenhout dat in de gemeente Breda valt, telt 18 inschrijvingen in het rijksmonumentenregister. Hieronder een overzicht.
| Object                                                                                              | Oorspronkelijke functie? | Bouwjaar                  | Architect | Locatie            | Coördinaten? | Nr.?   | Afbeelding                                                            |
| --------------------------------------------------------------------------------------------------- | ------------------------ | ------------------------- | --------- | ------------------ | ------------ | ------ | --------------------------------------------------------------------- |
| Boerderij van het Kempische langgeveltype met bakhuis en twee schuren                               | Boerderij                |                           |           | Dorpstraat 2       |              | 30508  | Boerderij van het Kempische langgeveltype met bakhuis en twee schuren |
| Natuurstenen hekpalen met renaissance-ornament                                                      | Overig                   | 17e eeuw                  |           | Dorpstraat 40      |              | 30509  | Meer afbeeldingen                                                     |
| Boerderij van het Kempische langgeveltype, met drie schuren en een bakhuis in Ulvenhout             | Boerderij                |                           |           | Dorpstraat 92      |              | 30510  | Meer afbeeldingen                                                     |
| De Korenbloem; Ronde stenen bergkorenmolen uit 1907                                                 | Molen                    | 1907-1909                 |           | Molenstraat 23     |              | 30511  | Meer afbeeldingen                                                     |
| Dwarshuis met Empire boogramen                                                                      | Woonhuis                 |                           |           | Dorpstraat 49      |              | 30512  | Dwarshuis met Empire boogramen                                        |
| Boerderij van het Kempische langgeveltype, met topgevel waarin venster met boogveld; Vlaamse schuur | Boerderij                |                           |           | Strijbeekseweg 12  |              | 30513  | Meer afbeeldingen                                                     |
| Boerderij van het Kempische langgeveltype, met bakhuis en schuur                                    | Boerderij                |                           |           | Strijkbeekseweg 18 |              | 30514  | Meer afbeeldingen                                                     |
| Boerderij van het Kempische langgeveltype, met halve kruiskozijnen en rieten wolfdak; Bakhuis       | Boerderij                |                           |           | Strijkbeekseweg 23 |              | 30515  | Upload foto                                                           |
| Wagenschuur onder dwars rieten schilddak                                                            | Boerderij                |                           |           | Strijbeekseweg 12  |              | 333571 | Meer afbeeldingen                                                     |
| Woonhuis gebouwd voor Maria Wagemakers                                                              | Woonhuis                 | 1875                      |           | Dorpstraat 52      |              | 519042 | Meer afbeeldingen                                                     |
| Schoenmakershuis                                                                                    | Woonhuis                 | 1879                      |           | Dorpstraat 54      |              | 519043 | Schoenmakershuis                                                      |
| Woonhuis                                                                                            | Woonhuis                 | 1903, uitbreiding in 1905 |           | Dorpstraat 113     |              | 519044 | Woonhuis                                                              |
| Sint-Laurentiuskerk; Kerk in neo-gotische stijl met toren en dakruiter                              | Kerk                     | 1903                      |           | Dorpstraat 42      |              | 519116 | Meer afbeeldingen                                                     |
| Pastorie van de Sint-Laurentiuskerk                                                                 | Kerkelijk gebouw         | 1903                      |           | Dorpstraat 40      |              | 519117 | Meer afbeeldingen                                                     |
| Oude Beekhoek: woonstalhuis                                                                         | Boerderij                | 18e eeuw                  |           | Oude Beekhoek 2    |              | 526896 | Meer afbeeldingen                                                     |
| Oude Beekhoek: Vlaamse schuur                                                                       | Boerderij                |                           |           | Oude Beekhoek 2    |              | 526898 | Meer afbeeldingen                                                     |
| Oude Beekhoek: bakhuis                                                                              | Boerderij                |                           |           | Oude Beekhoek 2    |              | 526899 | Meer afbeeldingen                                                     |
| Oude Beekhoek: waterput met boom en putmik                                                          | Boerderij                |                           |           | Oude Beekhoek 2    |              | 526900 | Upload foto                                                           |